# Жёлтая Круча (Ореховский район)
Жёлтая Круча (укр. Жовта Круча) — село,
Новотроицкий сельский совет,
Ореховский район,
Запорожская область,
Украина.
Код КОАТУУ — 2323986204. Население по переписи 2001 года составляло 339 человек.

## Географическое положение
Село Жёлтая Круча находится на левом склоне балки Берестовая по дну которой протекает пересыхающий ручей с запрудой,
ниже по течению на расстоянии в 1 км расположено село Блакитное.
В центре села Жёлтая Круча расположена "Желтокручанская общеобразовательная школа І—ІІ ступеней", почтовое отделение, сельский клуб, библиотека, продуктовый магазин, медпункт.